# Olivais Futebol Clube
O Olivais Futebol Clube, também conhecido por OFC, Olivais FC ou Olivais Coimbra, é um clube Português localizado na cidade de Coimbra, freguesia de Santo António dos Olivais.
Começou por ser um típico clube de Bairro de raiz popular. Dispõe de um Pavilhão Desportivo próprio, sito na Rua Bernardo de Albuquerque, com capacidade para 1 000 pessoas.
É hoje reconhecido como uma das referências desportivas da Cidade do Mondego com a prática de basquetebol federado com cerca de 250 atletas e 17 equipas. Já alcançou títulos como a Liga Feminina de Basquetebol (2008 e 2010) e 3 taças de Portugal de Basquetebol Feminino (2009,2010,2019).
É afiliado da Associação de Basquetebol de Coimbra.

## História

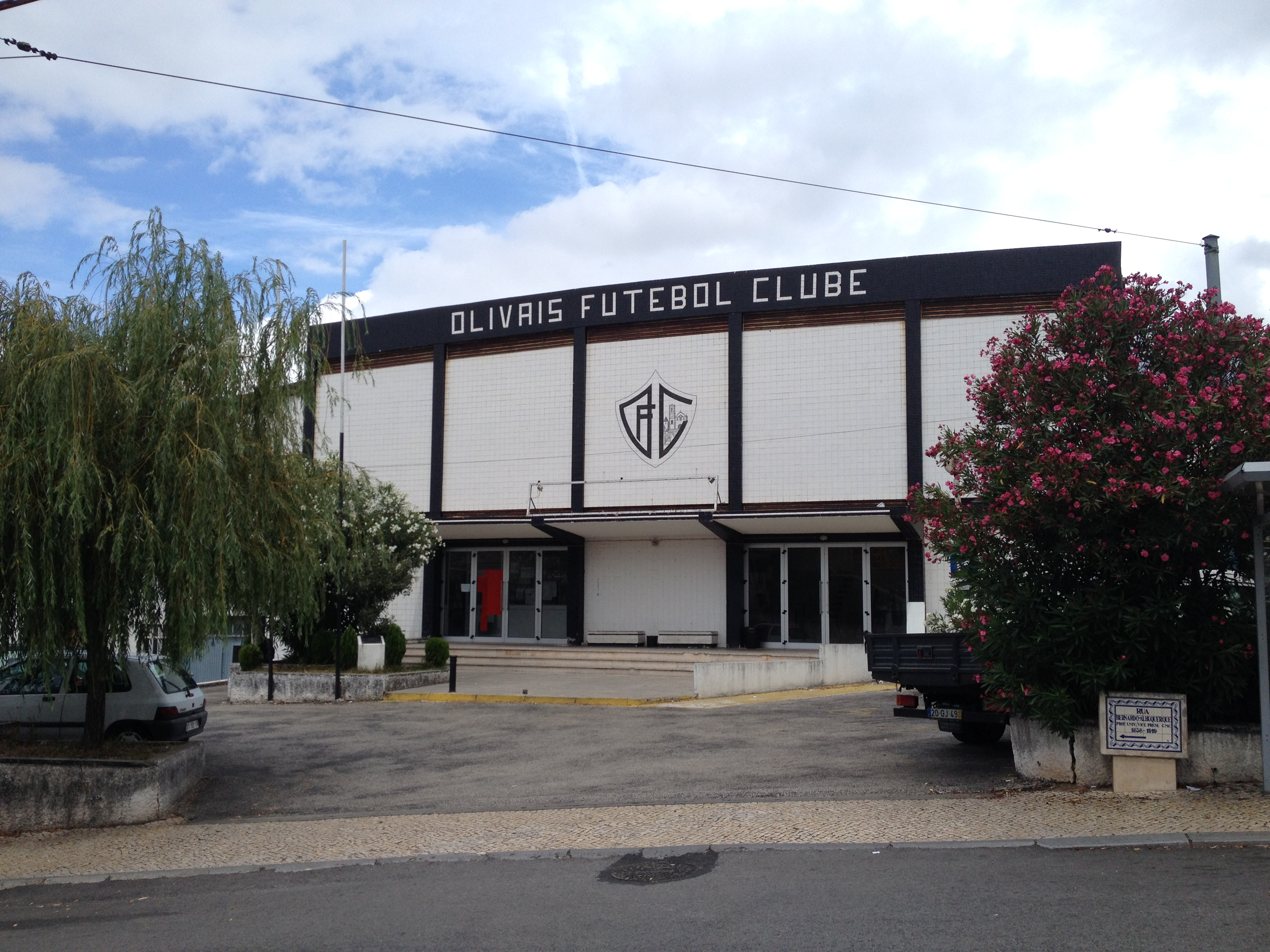
Pavilhão Eng. Augusto Correia, Sto António dos Olivais, Coimbra

Corria o ano de 1935 quando este clube se apresentou à cidade, dedicando-se no início fundamentalmente à prática do futebol (como o nome indica) e assumindo também um importante papel social, enquanto espaço de encontro e de convívio.
O carinho com que a coletividade foi recebida na época mantém-se até à atualidade, continuando a existir uma relação de afeto entre os muitos atletas e o seu clube, independentemente dos anos já decorridos. Em muitos casos, essa ligação continua através das novas gerações, sendo muitos os ex-atletas que regressam depois para apoiar os filhos e mesmo os netos.
A partir da década de quarenta, o Basquetebol passou a ser a modalidade de referência.
É precisamente toda esta vivência que as sucessivas direções do Olivais FC têm procurado manter, dignificando o nome do clube e assegurando a sua continuidade. Nos últimos anos, vários “passos” têm sido dados no sentido de eternizar esta história. Exemplos disso são os livros que têm sido publicados, sobre a sua história e sobre os seus diretores, obras que, acima de tudo, dão a conhecer aos mais novos este longo percurso, marcado por tantos êxitos desportivos, como o testemunha a sala recheada de troféus que o clube ostenta.
Apesar das dificuldades que foram surgindo neste percurso, onde sobressaem as de ordem financeiras, o Olivais FC tem sabido ultrapassá-las, continuando assim a prestar um importante serviço ao desporto, aos atletas que vestem a sua camisola e à cidade de Coimbra.

### Origem do Basquetebol em Coimbra
O basquetebol foi inventado por James Naismith, professor de educação Física, em Springfield, Massachusetts (U.S.A.). Em 1936 o basquetebol fez a sua aparição nos Jogos Olímpicos.
Foi introduzido em Portugal por volta de 1918 e jogou-se pela vez primeira vez em Coimbra. 
A iniciativa pertenceu à Associação Cristã de Estudantes (actual Associação Cristã da Mocidade) que tinha como objectivo organizar actividades intelectuais e físicas para os estudantes. A Associação lançou um conjunto de modalidades, entre as quais o basquetebol, que revolucionou o desporto na cidade, pois os “acemistas” tinham um ginásio dentro do seu edifício (ginásio que foi transformado numa sala de ginástica de espelhos).
A 18 de Agosto de 1920, chegou a Coimbra, o sr. Artur K. Powlison que foi o primeiro secretário da secção de educação física, tendo sido então que o Basquetebol começou a ser ensinado e praticado pelos «rapazes das escolas da nossa associação em Coimbra».
Em Dezembro de 1921, pelo esforço de W. H. Salling e Orton S. Clarck, directores da Associação Cristã de Estudantes, foi intensificada a prática do Basquetebol, através da organização de equipas e jogos inter–sócios, com arbitragens destes dois secretários.
Em Julho de 1922, «Orton S. Clark traduziu e adoptou para a língua portuguesa, as regras oficiais do Basquetebol e de outros jogos atléticos americanos, «que foram publicadas num belo volume”, indispensável a todo o desportista e editado pela A.C.E. de Coimbra». Este foi vendido pelas Associações Cristãs de Lisboa, Porto e Gaia. 
A partir de 1923, estas associações começaram a organizar entre elas os primeiros campeonatos da modalidade, cabendo à de Coimbra organizar o segundo, a 4 e 5 de Abril de 1924. A Associação Cristã de Estudantes além de dinamizar o basquetebol a nível interno, também começou por divulgar a modalidade aos outros clubes da cidade, conseguindo a realização de jogos de propaganda do novo desporto.
Em Novembro de 1927, com o propósito de desenvolver e orientar a prática do Basquetebol em Coimbra, foi fundada a Associação de Basquetebol, cuja sede ficou provisoriamente na A.C.E.. Foi ainda aprovada a filiação da nova associação na  Federação de Basquetebol de Lisboa ou Porto, e a efectivação do campeonato distrital de Basquetebol em Coimbra. 
Com o crescimento do campeonato de basquetebol de Coimbra, novos campos foram surgindo ao longo da década de vinte. A década de 30 foi a que viu surgir mais campos de basquetebol em Coimbra. A 30 de Novembro 1936, também o Olivais Futebol Clube apresentava as suas instalações de basquetebol, tendo participado na inauguração o clube da casa, a Académica, Os Conimbricenses, o Sport, o Cruz Cristo, o Vitória, o Sporting Nacional e o Cinco Académico.

## Equipas
O clube mantém a formação de atletas como uma prioridade e garantia do futuro. É o maior clube de basquetebol do distrito de Coimbra, pois, para além de toda a sua actividade é o clube com o maior número de atletas federados, cerca de 250 e 17 equipas.
Mini-8
Mini-10
Mini-12 masculino
Mini-12 feminino
sub-14 feminino
sub-14 masculino
sub-16 feminino
sub-16 masculino
sub-18 masculino
sub-19 feminino
sub-20 masculino

## Palmarés, troféus e participações
[Ano - Lugar; Treinador OFC/Treinador Adjunto; Adversário; Local-Pav.]

### Liga Feminina de Basquetebol
2008 - 1º lugar
2011 - 1º lugar
2019 - 1º lugar

### Taça de Portugal de Basquetebol Feminino
1979 - 2º lugar; Carlos Portugal/António Roque; CIF; Tomar-Pav.Municipal
1982 - 2º lugar; Alberto Martins/Algés; Porto - Pav. Académico
1995 - 2º lugar; Fausto Pereira/Estrela da Avenida; Faro-Pav. Farense
1996 - 1/2 finais; Fausto Pereira; CAB, Funchal-Pav.dos Trabalhadores
1998 - 2º lugar; Norberto Alves/Fernando Melo U.Santarém; Amiais de Baixo-Pav.Municipal
2001 - 2º lugar; Norberto Alves/José Araújo; Santarém Basket; Samouco-Pav. Desp.
2003 - 2º lugar; José Araújo/Cristina Viegas; Santarém Basket,Vila P Aguiar-Pav.Municipal
2004 - 2º lugar; José Araújo/Luís Gonçalves; GDESSA; Tondela-Pav. Mun.
2005 - 1/2 finais; José Araújo; CAB, Lisboa-Pav. Casal Vistoso
2006 - 1/2 finais; Cristina Viegas/Cristina Ferreira; BoaViagem; Trancoso-Pav.Municipal
2009 - 1º lugar; José Araújo/João P. Gonçalves; AD Vagos; Évora-Arena
2010 - 1º lugar; José Araújo/João P. Gonçalves; Boa Viagem; Barcelos-Pav. Mun.
2013 - 1/2 finais; Paulo Silva; Algés; Tábua-Pav. Multiusos
2016 - 2º lugar; Paulo Santos/Cristina Ferreira; União Sportiva; Coimbra-Pav. Multidesportos
2019 - 1º lugar; Eugénio Rodrigues; Vitória SC; Alcabideche-Pav. Escola Salesiana de Manique

### Taça Distrital da Associação de Basquetebol de Coimbra

#### sub-14

##### feminino
2011 - 2º lugar

##### masculino
2011 - 1º lugar

## Publicações

### 75 anos do clube (2010), de Carlos Daniel David Franco
Carlos Daniel David Franco nasceu a 13 de janeiro de 1947, na freguesia de Santo António dos Olivais. A sua ligação ao Olivais Futebol Clube começou muito cedo, devido ao pai mas também aos amigos. Na altura, o clube era uma espécie de “ponto de encontro e convívio”.
Começou a jogar basquetebol em 1961 e logo nesse ano a foi campeão nacional pela equipa de infantis. “Orgulho-me de ter sido um dos atletas que não perdeu um único jogo nesse campeonato. Desde o campeonato regional até ao nacional nunca perdemos”, conta. Recorda esses tempos com saudade e emoção, até porque alguns dos “companheiros” já faleceram, como o António Pratas.
Jogou até 1968/69. Considera que foi pouco tempo mas, mesmo assim, passou pelos três escalões que existiam na época – infantis, juvenis e seniores.
Deixou o basquetebol porque teve que ir para a tropa, para o Ultramar. Casou, teve dois filhos e licenciou-se em Engenharia Mecânica, pelo Instituto Superior de Engenharia de Coimbra.
A vida familiar e profissional não fizeram diminuir esta paixão pelo clube. Acompanhou sempre o percurso do Olivais e pertenceu aos órgãos sociais do clube durante vários anos.
Desde que se reformou que se tem dedicado de forma mais intensa ao clube do coração. Explora o seu passado com entusiasmo porque quer que a história do “seu” clube fique registada. Diz que o faz por “amor ao Olivais”, que considera como a sua “segunda casa”.

### Presidentes (2012), de Carlos Daniel David Franco
Este livro dá a conhecer às novas gerações alguns dos homens que passaram pela presidência do clube e que traçaram o seu percurso. Aos mais antigos, recorda figuras e momentos do passado, num misto de saudade pelos que já partiram e de orgulho pelo percurso que a coletividade tem traçado, apesar de todas as dificuldades que se têm cruzado no seu caminho. 
Carlos Daniel faz parte desta vasta “família olivanense”. Faz parte do seu passado, já que durante quase uma década foi jogador do clube; e faz parte do seu presente, enquanto sócio e fervoroso adepto. Espera fazer também parte do seu futuro, ao mesmo tempo que explora o seu passado. O seu trabalho de investigação não termina com a conclusão deste segundo livro. Em mente tem já uma nova pesquisa, sobre os treinadores que passaram pelo Olivais e que tantos troféus e títulos ajudaram o clube a conquistar.
Apesar de afirmar que “não tem jeito” para a investigação, o trabalho que tem realizado desmente-o e a paixão com que se tem envolvido nesta longa e nem sempre fácil pesquisa também.
Engenheiro de profissão, tem dedicado muitos dos seus dias de reformado à investigação. Para escrever o livro “Presidentes”, Carlos Daniel fez pesquisas durante um ano, nos registos do clube e através de vários contactos com familiares dos antigos presidentes dos Órgãos Sociais do Olivais. Confessa que não conseguiu encontrar dados sobre todos mas encontrou muitos dados e histórias interessantes.
“Pelo que pude apurar devem ter sido perto de 70 os presidentes do Olivais. Consegui reunir dados sobre cerca de 60”, explica. São esses que serão dados a conhecer ao longo de mais de 130 páginas. António de Sousa, antigo diretor de O Despertar é o “número um”. Seguem-se muitos outros nomes, uns bem conhecidos outros nem tanto, mas todos muito importantes para a vida do clube.
Carlos Daniel destaca precisamente a “diversidade de classes” que encontrou. “Encontrei nesta pesquisa pessoas de todas as classes sociais. Baseei-me muito no registo dos sócios e reparei que já na década de 40 o Olivais tinha mais de 800 sócios. É impressionante. É uma classe muito diversificada. Do pedreiro, ao doutor ou ao simples cidadão comum, todos passaram pelo Olivais”, sublinha.
É esta massa humana que faz a riqueza de um clube. Carlos Daniel pretende passar essa mensagem para as gerações mais novas, dando-lhes a conhecer os homens que assumiram a sua direção. Apesar de conhecer a maioria dos presidentes, admite que “há um ou outro” em que teve mais dificuldades.